# Paula Badosa
Paula Badosa Gibert, född 15 november 1997, är en spansk professionell tennisspelare. Den 25 april 2022 blev hon rankad nummer två i världen i singel av Women's Tennis Association (WTA), vilket är hennes karriärhögsta. Hittills har hon vunnit tre WTA-singeltitlar i sin karriär, där WTA-1000-turneringen Indian Wells Open (som hon vann 2021), är den senaste.